# レジワ
レジワ（ハイチ語: Lèziwa, 仏: Les Irois）はハイチ南西部チビウォン（チブロン）半島先端、グランダンス県アンスデノー郡南部に位置するコミーン。東部はグランダンス川の源流部で、西はカリブ海に臨む。北にアンスデノー、北東にシャンベラン、モウォン、オット山塊を挟み南東に南県チビウォンと接する。2015年の推定人口は 23,374 人。カカオなどが栽培される。
1959年8月12日にここから上陸したキューバ兵と亡命者はフランソワ・デュバリエ政権打倒を目指したが鎮圧され、8月22日にルイ・マルス外相により米州機構にキューバ革命軍による侵攻と報告された。

## 脚註
1. 1 2  “Haiti: administrative units, extended”.   geoHive. 2016年10月5日時点のオリジナルよりアーカイブ。2023年11月14日閲覧。
2. ↑  CIRCUITO SUR
LA HISTORIA DE CUBA DESDE 1959 EN GRÁFICOS, FOTOS Y VIDEOS
PÁGINA 2: 22 enero - 31 agosto - 1959